# Operalia
Operalia, The World Opera Competition (Concursul Mondial de Operă) este o competiție internațională anuală pentru tinerii cântăreți de operă. Fondată în 1993 de Plácido Domingo, premiile variate ale concursului au fost acordate unor artiști astăzi consacrați precum Joseph Calleja, Rolando Villazón, José Cura, Joyce DiDonato, Elizabeth Futral, Nina Stemme, Erwin Schrott și Sonya Yoncheva. 

## Prezentare generală
Operalia are sediul în New York, dar își organizează competiția în fiecare an în alt oraș.                                        Printre orașele care au găzduit competiția se numără: Paris - atât la Palais Garnier cât și la Théâtre du Châtelet, Mexico City, la Studiourile de înregistrare Televisa, Madrid la Teatro de la Zarzuela, Bordeaux la Grand Théâtre, Tokyo, la Sala Kan-I Hoken, Hamburg la Laeiszhalle, Puerto Rico la Luis A. Ferré Performing Arts Center, Los Angeles, atât la UCLA 's Royce Hall, cât și în Pavilionul Dorothy Chandler, Washington, DC, la Lisner Auditorium al Universității George Washington, regiunea Lacului Constanța din Austria, Germania și Elveția, Madrid la Teatro Real, Valencia la Palau de les Arts Reina Sofía, Québec la Palais Montcalm și Grand Théâtre de Québec, Astana la Opera Astana, Lisabona la Teatro Nacional de São Carlos și Praga la Teatrul Național . 
Competiția este deschisă cântăreților cu vârste cuprinse între 18 și 32 de ani, care concertează deja la un nivel înalt calificat. Toate tipurile de voce de ambele sexe pot concura. Participanții la competiție sunt selectați prin audierea unei înregistrări transmise la Operalia. Un juriu format din trei membri ascultă și evaluează înregistrările trimise. Doar primii 40 de participanți sunt invitați să intre în concurs. În mod obișnuit, organizația primește 800 până la 1.000 de înscrieri în fiecare an, fiind o onoare simpla admitere în competiție. 
Plácido Domingo - președintele concursului
Competiția este prezidată în fiecare an de Plácido Domingo, deși el însuși nu face parte din juriu. Un juriu format din 10 dirijori de operă din importante teatre de operă din întreaga lume este reunit pentru a judeca competiția. Concurenții trebuie să pregătească 4 arii pentru competiție, care constă din patru runde. În prima rundă, fiecare cântăreț ajunge să aleagă o arie pe care dorește să o cânte, iar juriul selectează cealaltă arie din lista de patru, pentru a o interpreta. Cântăreții pot concura și într-o competiție separată de zarzuela. Dacă ar alege acest lucru, ar realiza o piesă suplimentară de zarzuela în fiecare rundă. Dintre cei 40 de cântăreți, jumătate dintre ei sunt eliminați în primul tur. A doua rundă presupune interpretarea unei alte arii, după care doar 10 cântăreți trec la runda următoare. De asemenea, a treia rundă elimină jumătate dintre cântăreți, lăsând doar cinci participanți la runda finală. Primele trei runde sunt executate cu acompaniament de pian, iar runda finală este cântată cu o orchestră simfonică dirijată de Plácido Domingo. Zece cântăreți ajung în runda finală a competiției generale de operă din care cinci sunt finaliști în competiția de zarzuela. 
Premii
Competiția are un număr de 11 premii care totalizează peste 180.000 de dolari SUA. În competiția generală se acordă premiul I, premiul II și premiul III, câte unul de fiecare sex, realizând un total de 6 premii. În cadrul competiției de zarzuela se acordă două premii, câte unul de fiecare sex. Aceste premii sunt acordate în onoarea părinților lui Domingo, Plácido Domingo Ferrer și Pepita Embil, ambii cântăreți populari de zarzuela. Premiul acordat de publicul competiției finale unei cântărețe de sex feminin și unui cântăreț masculin este un ceas de mână Rolex. Există, de asemenea, Premiul Birgit Nilsson pentru interpretarea în repertoriul german al lui Richard Strauss și Richard Wagner și Premiul CulturArte. Finaliștii care nu vor câștiga un premiu primesc un premiu de încurajare în valoare de 5.000 de dolari. Este posibil ca un cântăreț să câștige mai multe premii. Mai important decât banii primiți de premiu este recunoașterea și stimularea carierei oferite de competiție. Este normal ca directorii de operă care judecă competiția să angajeze câștigători ai competiției pentru viitoarele spectacole de operă cu companiile lor sau pentru a conecta artiștii cu alți regizori de operă. 

## Lista premiaților
| An, localitate         | Premiu                                                                    | Nume                                                                                 | Tip de voce umană | Țară                 |
| ---------------------- | ------------------------------------------------------------------------- | ------------------------------------------------------------------------------------ | ----------------- | -------------------- |
| 2019, Praga            | Premiul I & Premiul Zarzuela                                              | Adriana Gonzalez                                                                     | soprană           | Guatemala            |
| 2019, Praga            | Premiul I & Premiul Zarzuela                                              | Xabier Anduaga                                                                       | tenor             | Spania               |
| 2019, Praga            | Premiul II & Premiul audienței                                            | Maria Kataeva                                                                        | mezzo-soprană     | Rusia                |
| 2019, Praga            | Premiul II & Premiul audienței                                            | Gihoon Kim                                                                           | bariton           | Coreea de Sud        |
| 2019, Praga            | Premiul III & Premiul Birgit Nilsson                                      | Christina Nilsson                                                                    | soprană           | Suedia               |
| 2019, Praga            | Premiul III                                                               | Aryeh Nussbaum Cohen                                                                 | contratenor       | SUA/Germania         |
| 2019, Praga            | Premiul Birgit Nilsson                                                    | Felicia Moore                                                                        | soprană           | SUA                  |
| 2019, Praga            | Premiul CulturArte                                                        | Anna Shapovalova                                                                     | soprană           | Rusia                |
| 2018, Lisabona         | Premiul I & Premiul Birgit Nilsson & Premiul Audienței & Premiul Zarzuela | Emily D’Angelo                                                                       | mezzo-soprană     | Canada / Italy       |
| 2018, Lisabona         | Premiul I & Premiul Zarzuela                                              | Pavel Petrov                                                                         | tenor             | Belarus              |
| 2018, Lisbon           | 2nd Prize                                                                 | Migran Agagianian                                                                    | tenor             | Rusia                |
| 2018, Lisabona         | Premiul I & Premiul Birgit Nilsson                                        | Samantha Hankey                                                                      | mezzo-soprană     | SUA                  |
| 2018, Lisabona         | Premiul III                                                               | Arseny Yakovlev                                                                      | tenor             | Rusia                |
| 2018, Lisabona         | Premiul III                                                               | mezzo-soprană                                                                        | Canada            |                      |
| 2018, Lisabona         | Premiul CulturArte                                                        | Josy Santos                                                                          | mezzo-soprană     | Brazilia             |
| 2018, Lisabona         | Premiul Audienței & Premiul Zarzuela                                      | Luis Gomes                                                                           | tenor             | Portugalia           |
| 2017, Astana           | Premiul I                                                                 | Levy Sekgapane                                                                       | tenor             | Africa de Sud        |
| 2017, Astana           | Premiul I & Premiul Zarzuela                                              | Adela Zaharia                                                                        | sopranĂ           | România              |
| 2017, Astana           | Premiul II                                                                | Kristina Mkhitaryan                                                                  | soprană           | Rusia                |
| 2017, Astana           | Premiul II                                                                | Davide Giusti                                                                        | tenor             | Italia               |
| 2017, Astana           | Premiul II & Premiul Audienței                                            | Maria Mudryak                                                                        | soprană           | Kazahstan            |
| 2017, Astana           | Premiul III & Premiul Audienței                                           | Leon Kim                                                                             | bariton           | Coreea de Sud        |
| 2017, Astana           | Premiul Birgit Nilsson                                                    | Oksana Sekerina                                                                      | soprană           | Rusia                |
| 2017, Astana           | Premiul Birgit Nilsson                                                    | Boris Prýgl                                                                          | bas-bariton       | Republica Cehă       |
| 2017, Astana           | Premiul CulturArte                                                        | Sooyeon Lee                                                                          | soprană           | Coreea de Sud        |
| 2017, Astana           | Premiul Zarzuela                                                          | Marco Ciaponi                                                                        | tenor             | Italia               |
| 2016, Guadalajara      | 1st Prize                                                                 | Elsa Dreisig                                                                         | soprană           | Franța               |
| 2016, Guadalajara      | Premiul I                                                                 | Keon-Woo Kim                                                                         | tenor             | Coreea de Sud        |
| 2016, Guadalajara      | Premiul II                                                                | Bogdan Volkov                                                                        | tenor             | Rusia                |
| 2015, Londra           | Premiul I & Premiul Birgit Nilsson Prize & Premiul Audienței              | Lise Davidsen                                                                        | soprană           | Norvegia             |
| 2015, London           | Premiul I & Premiul Zarzuela                                              | Ioan Hotea                                                                           | tenor             | România              |
| 2015, Londra           | Premiul I & Premiul Audienței                                             | Darren Pene Pati                                                                     | tenor             | Noua Zeelandă        |
| 2015, London           | Premiul II & Premiul Audienței                                            | Hyesang Park                                                                         | soprano           | Coreea de Sud        |
| 2015, London           | 3rd Prize                                                                 | Edward Parks                                                                         | baritone          | SUA                  |
| 2015, London           | 3rd Prize                                                                 | Noluvuyiso Mpofu                                                                     | soprano           | Africa de Sud        |
| 2015, London           | CulturArte Prize                                                          | Kiandra Howarth                                                                      | soprano           | Australia            |
| 2014, Los Angeles      | 1st Prize & Zarzuela Prize & Birgit Nilsson Prize                         | Rachel Willis-Sørensen                                                               | soprano           | SUA                  |
| 2014, Los Angeles      | 1st Prize & Zarzuela Prize & Audience Prize                               | Mario Chang                                                                          | tenor             | Guatemala            |
| 2014, Los Angeles      | 2nd Prize & Audience Prize                                                | Amanda Woodbury                                                                      | soprano           | SUA                  |
| 2014, Los Angeles      | 2nd Prize & CulturArte Prize                                              | Joshua Guerrero                                                                      | tenor             | SUA/Mexic            |
| 2014, Los Angeles      | 3rd Prize                                                                 | Andrey Nemzer                                                                        | countertenor      | Rusia                |
| 2014, Los Angeles      | 3rd Prize                                                                 | Mariangela Sicilia                                                                   | soprano           | Italia               |
| 2014, Los Angeles      | 3rd Prize                                                                 | John Holiday                                                                         | countertenor      | SUA                  |
| 2014, Los Angeles      | 3rd Prize                                                                 | Anaïs Constans                                                                       | soprano           | Franța               |
| 2013, Verona           | 1st Prize                                                                 | Ao Li                                                                                | bass-baritone     | China                |
| 2013, Verona           | 1st Prize                                                                 | Aida Garifullina                                                                     | soprano           | Rusia                |
| 2013, Verona           | 2nd Prize                                                                 | Julie Fuchs                                                                          | soprano           | Franța               |
| 2013, Verona           | 2nd Prize & Audience Prize                                                | Simone Piazzola                                                                      | baritone          | Italia               |
| 2013, Verona           | 3rd Prize & Audience Prize                                                | Kathryn Lewek                                                                        | soprano           | SUA                  |
| 2013, Verona           | 3rd Prize                                                                 | Zach Borichevsky                                                                     | tenor             | SUA                  |
| 2013, Verona           | Birgit Nilsson Prize                                                      | Claudia Huckle                                                                       | contralto         | Marea Britanie       |
| 2013, Verona           | Birgit Nilsson Prize                                                      | Tracy Cox                                                                            | soprano           | SUA                  |
| 2013, Verona           | CulturArte Prize                                                          | Vladimir Dmitruk                                                                     | tenor             | Belarus              |
| 2013, Verona           | Zarzuela Prize                                                            | Hae Ji Chang                                                                         | soprano           | Coreea de Sud        |
| 2013, Verona           | Zarzuela Prize                                                            | Benjamin Bliss                                                                       | tenor             | SUA                  |
| 2012, Beijing          | 1st Prize                                                                 | Anthony Roth Costanzo                                                                | countertenor      | SUA                  |
| 2012, Beijing          | 1st Prize                                                                 | Enkhbatyn Amartüvshin                                                                | baritone          | Mongolia             |
| 2012, Beijing          | 1st Prize & Zarzuela Prize & Audience Prize                               | Janai Brugger                                                                        | soprano           | SUA                  |
| 2012, Beijing          | 2nd Prize                                                                 | Guanqun Yu                                                                           | soprano           | SUA                  |
| 2012, Beijing          | 2nd Prize & Birgit Nilsson Prize                                          | Brian Jagde                                                                          | tenor             | SUA                  |
| 2012, Beijing          | 2nd Prize & Zarzuela Prize & Audience Prize                               | Yunpeng Wang                                                                         | baritone          | China                |
| 2012, Beijing          | CulturArte Prize                                                          | Antonio Poli                                                                         | tenor             | Italia               |
| 2012, Beijing          | 3rd Prize                                                                 | Nadezhda Karyazina                                                                   | mezzo-soprano     | Rusia                |
| 2012, Beijing          | 3rd Prize                                                                 | Roman Burdenko                                                                       | baritone          | Rusia                |
| 2011, Moscow           | 1st Prize & Zarzuela Prize & Audience Prize                               | Pretty Yende                                                                         | soprano           | Africa de Sud        |
| 2011, Moscow           | 1st Prize & Zarzuela Prize & Audience Prize                               | René Barbera                                                                         | tenor             | SUA                  |
| 2011, Moscow           | 2nd Prize & Zarzuela Prize                                                | Olga Busuioc                                                                         | soprano           | Moldova              |
| 2011, Moscow           | 2nd Prize                                                                 | Konstantin Shushakov                                                                 | baritone          | Rusia                |
| 2011, Moscow           | 3rd Prize                                                                 | Olga Pudova                                                                          | soprano           | Rusia                |
| 2011, Moscow           | 3rd Prize                                                                 | Jaesig Lee                                                                           | tenor             | Coreea de Sud        |
| 2011, Moscow           | CulturArte Prize                                                          | Javier Arrey                                                                         | baritone          | Chile                |
| 2010, Milan            | 1st Prize & CulturArte Prize                                              | Sonya Yoncheva                                                                       | soprano           | Bulgaria             |
| 2010, Milan            | 1st Prize & Audience Prize                                                | Stefan Pop                                                                           | tenor             | România              |
| 2010, Milan            | 2nd Prize & Zarzuela Prize & Audience Prize                               | Rosa Feola                                                                           | soprano           | Italia               |
| 2010, Milan            | 2nd Prize                                                                 | Giordano Lucà                                                                        | tenor             | Italia               |
| 2010, Milan            | 2nd Prize                                                                 | Ievgen Orlov                                                                         | bass              | Ucraina              |
| 2010, Milan            | 3rd Prize                                                                 | Dinara Aliyeva                                                                       | soprano           | Azerbaidjan          |
| 2010, Milan            | 3rd Prize                                                                 | Chae Jun Lim                                                                         | bass              | Coreea de Sud        |
| 2010, Milan            | Zarzuela Prize                                                            | Nathaniel Peake                                                                      | tenor             | SUA                  |
| 2010, Milan            | Birgit Nilsson Prize                                                      | Ryan McKinny                                                                         | bass-baritone     | SUA                  |
| 2009, Pécs/Budapest    | 1st Prize & Audience Prize                                                | Julia Novikova                                                                       | soprano           | Rusia                |
| 2009, Pécs/Budapest    | 1st Prize                                                                 | Alexey Kudrya                                                                        | tenor             | Rusia                |
| 2009, Pécs/Budapest    | 2nd Prize & Zarzuela Prize                                                | Angel Blue                                                                           | soprano           | SUA                  |
| 2009, Pécs/Budapest    | 2nd Prize                                                                 | Jordan Bisch                                                                         | bass              | SUA                  |
| 2009, Pécs/Budapest    | 2nd Prize & Zarzuela Prize & Audience Prize                               | Dimitrios Flemotomos                                                                 | tenor             | Grecia               |
| 2009, Pécs/Budapest    | 3rd Prize                                                                 | Kostas Smoriginas                                                                    | bass-baritone     | Lituania             |
| 2009, Pécs/Budapest    | 3rd Prize                                                                 | Auxiliadora Toledano                                                                 | soprano           | Spania               |
| 2009, Pécs/Budapest    | 3rd Prize                                                                 | Anita Watson                                                                         | soprano           | Australia            |
| 2009, Pécs/Budapest    | 3rd Prize                                                                 | Wenwei Zhang                                                                         | bass              | China                |
| 2009, Pécs/Budapest    | CulturArte Prize                                                          | Arnold Rutkowski                                                                     | tenor             | Polonia              |
| 2008, Québec           | 1st Prize & Zarzuela Prize                                                | María Alejandres Katzarava                                                           | soprano           | Mexic                |
| 2008, Québec           | 1st Prize & Zarzuela Prize & CulturArte Prize                             | Joel Prieto                                                                          | tenor             | Spania / Puerto Rico |
| 2008, Québec           | 2nd Prize & Zarzuela Prize & Audience Prize                               | Thiago Arancam                                                                       | tenor             | Brazilia             |
| 2008, Québec           | 2nd Prize & Audience Prize                                                | Oksana Kramaryeva                                                                    | soprano           | Ucraina              |
| 2008, Québec           | 3rd Prize                                                                 | Elena Xanthoudakis                                                                   | soprano           | Grecia/Australia     |
| 2008, Québec           | 3rd Prize                                                                 | Karoly Szemeredy                                                                     | baritone          | Ungaria              |
| 2008, Québec           | Zarzuela Prize                                                            | Ketevan Kemoklidze                                                                   | mezzo-soprano     | Georgia              |
| 2007, Paris            | 1st Prize                                                                 | Ekaterina Lekhina                                                                    | soprano           | Rusia                |
| 2007, Paris            | 1st Prize                                                                 | Tae Joong Yang                                                                       | baritone          | Coreea de Sud        |
| 2007, Paris            | 2nd Prize                                                                 | Olga Peretyatko                                                                      | soprano           | Rusia                |
| 2007, Paris            | 2nd Prize                                                                 | David Bižić                                                                          | baritone          | Serbia               |
| 2007, Paris            | 2nd Prize                                                                 | Dmytro Popov                                                                         | tenor             | Ucraina              |
| 2007, Paris            | 2nd Prize & Audience Prize                                                | Marco Caria                                                                          | baritone          | Italia               |
| 2007, Paris            | 3rd Prize & Zarzuela Prize                                                | Lisette Oropesa                                                                      | soprano           | SUA                  |
| 2007, Paris            | CulturArte Prize                                                          | Carmen Solis Gonzalez                                                                | soprano           | Spania               |
| 2007, Paris            | Zarzuela Prize                                                            | Rachele Gilmore                                                                      | soprano           | SUA                  |
| 2007, Paris            | Zarzuela Prize                                                            | Carine Sechehaye                                                                     | mezzo-soprano     | Elveția              |
| 2007, Paris            | Zarzuela Prize                                                            | Aurelio Gabaldon                                                                     | tenor             | Spania               |
| 2006, Valencia         | 1st Prize                                                                 | Maija Kovaļevska                                                                     | soprano           | Letonia              |
| 2006, Valencia         | 1st Prize & Zarzuela Prize                                                | David Lomeli                                                                         | tenor             | Mexic                |
| 2006, Valencia         | 2nd Prize                                                                 | Ailyn Pérez                                                                          | soprano           | SUA                  |
| 2006, Valencia         | 2nd Prize & Audience Prize                                                | Sébastien Guèze                                                                      | tenor             | Franța               |
| 2006, Valencia         | 3rd Prize & Zarzuela Prize                                                | Maria Teresa Alberola Banuls                                                         | soprano           | Spania               |
| 2006, Valencia         | 3rd Prize                                                                 | Trevor Scheunemann                                                                   | baritone          | SUA                  |
| 2006, Valencia         | CulturArte Prize                                                          | Karen Vuong                                                                          | soprano           | SUA                  |
| 2005, Madrid           | 1st Prize & Audience Prize                                                | Susanna Phillips                                                                     | soprano           | SUA                  |
| 2005, Madrid           | 1st Prize                                                                 | Vasily Ladyuk                                                                        | baritone          | Rusia                |
| 2005, Madrid           | 2nd Prize                                                                 | Joseph Kaiser                                                                        | tenor             | Canada               |
| 2005, Madrid           | 2nd Prize                                                                 | Diogenes Randes                                                                      | bass              | Brazilia             |
| 2005, Madrid           | 3rd Prize                                                                 | David Menendez Diaz                                                                  | baritone          | Spania               |
| 2005, Madrid           | 3rd Prize                                                                 | Joshua Langston Hopkins                                                              | baritone          | Canada               |
| 2005, Madrid           | Zarzuela Prize & CulturArte Prize                                         | Arturo Chacón Cruz                                                                   | tenor             | Mexic                |
| 2005, Madrid           | Zarzuela Prize                                                            | Kinga Dobay                                                                          | mezzo-soprano     | Germania             |
| 2004, Los Angeles      | 1st Prize                                                                 | Woo Kyung Kim                                                                        | tenor             | Coreea de Sud        |
| 2004, Los Angeles      | 2nd Prize & Audience Prize                                                | Nataliya Kovalova                                                                    | soprano           | Ucraina              |
| 2004, Los Angeles      | 3rd Prize                                                                 | Dimitry Voropaev                                                                     | tenor             | Rusia                |
| 2004, Los Angeles      | 4th Prize                                                                 | Mikhail Petrenko                                                                     | bass              | Rusia                |
| 2004, Los Angeles      | 4th Prize                                                                 | Maria Jooste                                                                         | soprano           | Africa de Sud        |
| 2004, Los Angeles      | 4th Prize                                                                 | Vitaly Bilyy                                                                         | baritone          | Ucraina              |
| 2004, Los Angeles      | 4th Prize & Zarzuela Prize                                                | Dmitry Korchak                                                                       | tenor             | Rusia                |
| 2004, Los Angeles      | CulturArte Prize                                                          | Irina Lungu                                                                          | soprano           | Rusia                |
| 2004, Los Angeles      | Zarzuela Prize                                                            | In-Sung Sim                                                                          | baritone          | Coreea de Sud        |
| 2003, Bodensee         | 1st Prize                                                                 | Adriana Damato                                                                       | soprano           | Italia               |
| 2003, Bodensee         | 2nd Prize                                                                 | Jozef Gjipali                                                                        | tenor             | Albania              |
| 2003, Bodensee         | 3rd Prize & Zarzuela Prize & Audience Prize                               | Israel Lozano                                                                        | tenor             | Spania               |
| 2003, Bodensee         | 3rd Prize                                                                 | Jesus Garcia                                                                         | tenor             | SUA                  |
| 2003, Bodensee         | Zarzuela Prize                                                            | Sabina Puértolas                                                                     | soprano           | Spania               |
| 2003, Bodensee         | Zarzuela Prize                                                            | Jennifer Check                                                                       | soprano           | SUA                  |
| 2003, Bodensee         | Zarzuela Prize                                                            | Mario Cassi                                                                          | baritone          | Italia               |
| 2002, Paris            | 1st Prize                                                                 | Carmen Giannattasio                                                                  | soprano           | Italia               |
| 2002, Paris            | 1st Prize                                                                 | Elena Manistina                                                                      | mezzo-soprano     | Rusia                |
| 2002, Paris            | 2nd Prize                                                                 | Stéphane Degout                                                                      | baritone          | Franța               |
| 2002, Paris            | 2nd Prize & Zarzuela Prize                                                | John Matz                                                                            | tenor             | SUA                  |
| 2002, Paris            | 3rd Prize                                                                 | Maria Fontosh                                                                        | soprano           | Rusia                |
| 2002, Paris            | CulturArte Prize                                                          | Kate Aldrich                                                                         | mezzo-soprano     | SUA                  |
| 2002, Paris            | Zarzuela Prize                                                            | Anna Kiknadze                                                                        | mezzo-soprano     | Georgia              |
| 2002, Paris            | Zarzuela Prize                                                            | Jae Hyoung Kim                                                                       | tenor             | Coreea de Sud        |
| 2001, Washington, D.C. | 1st Prize                                                                 | Guang Yang                                                                           | mezzo-soprano     | China                |
| 2001, Washington, D.C. | 2nd Prize                                                                 | Alessandra Rezza                                                                     | soprano           | Italia               |
| 2001, Washington, D.C. | 2nd Prize                                                                 | Hyoung-Kyoo Kang                                                                     | baritone          | Coreea de Sud        |
| 2001, Washington, D.C. | 3rd Prize                                                                 | Maya Daskuk                                                                          | soprano           | Rusia                |
| 2001, Washington, D.C. | CulturArte Prize                                                          | Lasha Nikabadze                                                                      | tenor             | Georgia              |
| 2001, Washington, D.C. | Audience Prize                                                            | Elisaveta Martirosyan                                                                | soprano           | Georgia              |
| 2001, Washington, D.C. | Zarzuela Prize                                                            | Valeriano Lanchas                                                                    | bass              | Columbia             |
| 2001, Washington, D.C. | Zarzuela Prize                                                            | Jossie Perez                                                                         | mezzo-soprano     | SUA                  |
| 2001, Washington, D.C. | Zarzuela Prize                                                            | Antonio Gandia                                                                       | tenor             | Spania               |
| 2001, Washington, D.C. | Zarzuela Prize                                                            | Eugenia Garza                                                                        | soprano           | Mexic                |
| 2000, Los Angeles      | 1st Prize                                                                 | Isabel Bayrakdarian                                                                  | soprano           | Canada               |
| 2000, Los Angeles      | 2nd Prize                                                                 | He Hui                                                                               | soprano           | China                |
| 2000, Los Angeles      | 2nd Prize                                                                 | Daniil Shtoda                                                                        | tenor             | Rusia                |
| 2000, Los Angeles      | 3rd Prize                                                                 | Robert Pomakov                                                                       | bass              | Canada               |
| 2000, Los Angeles      | 3rd Prize & Zarzuela Prize                                                | Konstyantyn Andreyev                                                                 | tenor             | Ucraina              |
| 2000, Los Angeles      | Zarzuela Prize                                                            | Arnold Kocharyan                                                                     | baritone          | Armenia              |
| 2000, Los Angeles      | Zarzuela Prize & Audience Prize                                           | Virginia Tola                                                                        | soprano           | Argentina            |
| 1999, San Juan         | 1st Prize                                                                 | Orlin Anastassov                                                                     | bass              | Bulgaria             |
| 1999, San Juan         | 2nd Prize & Audience Prize & Zarzuela Prize                               | Rolando Villazón                                                                     | tenor             | Mexic                |
| 1999, San Juan         | 2nd Prize                                                                 | Giuseppe Filianoti                                                                   | tenor             | Italia               |
| 1999, San Juan         | 3rd Prize                                                                 | Yali-Marie Williams                                                                  | soprano           | Puerto Rico          |
| 1999, San Juan         | CulturArte Prize                                                          | Vitalij Kowaljow                                                                     | bass              | Ucraina              |
| 1999, San Juan         | CulturArte Prize                                                          | Joseph Calleja                                                                       | tenor             | Malta                |
| 1999, San Juan         | Zarzuela Prize                                                            | Mariola Cantarero                                                                    | soprano           | Spania               |
| 1998, Hamburg          | 1st Prize & Audience Prize                                                | Erwin Schrott                                                                        | bass              | Uruguay              |
| 1998, Hamburg          | 2nd Prize                                                                 | Ludovic Tezier                                                                       | baritone          | Franța               |
| 1998, Hamburg          | 2nd Prize                                                                 | Joyce DiDonato                                                                       | mezzo-soprano     | SUA                  |
| 1998, Hamburg          | 3rd Prize                                                                 | Maki Mori                                                                            | soprano           | Japonia              |
| 1998, Hamburg          | CulturArte Prize                                                          | ko⁠(Jae Chul Bae)[Chul Bae&page=%EB%B0%B0%EC%9E%AC%EC%B2%A0&targettitle=ko traduceți] | tenor             | Coreea de Sud        |
| 1998, Hamburg          | Zarzuela Prize                                                            | Andión Fernández                                                                     | soprano           | Filipine             |
| 1998, Hamburg          | Zarzuela Prize                                                            | Carlos Cosías                                                                        | tenor             | Spania               |
| 1997, Tokyo            | 1st Prize                                                                 | Chang Yong Liao                                                                      | baritone          | China                |
| 1997, Tokyo            | 1st Prize & Audience Prize                                                | Carla Maria Izzo                                                                     | soprano           | Italia               |
| 1997, Tokyo            | 2nd Prize                                                                 | Jung-Hack Seo                                                                        | baritone          | Coreea de Sud        |
| 1997, Tokyo            | 2nd Prize & Zarzuela Prize                                                | Aquiles Machado                                                                      | tenor             | Venezuela            |
| 1997, Tokyo            | 3rd Prize                                                                 | Xiu Wei Sun                                                                          | soprano           | China                |
| 1997, Tokyo            | Zarzuela Prize                                                            | Angel Rodriguez Rivero                                                               | tenor             | Spania               |
| 1996, Bordeaux         | 1st Prize                                                                 | John Osborn                                                                          | tenor             | SUA                  |
| 1996, Bordeaux         | 1st Prize & Audience Prize                                                | Lynette Tapia                                                                        | soprano           | SUA                  |
| 1996, Bordeaux         | 2nd Prize                                                                 | Phyllis Pancella                                                                     | mezzo-soprano     | SUA                  |
| 1996, Bordeaux         | 2nd Prize                                                                 | Eric Owens                                                                           | bass              | SUA                  |
| 1996, Bordeaux         | 3rd Prize                                                                 | Vittorio Vitelli                                                                     | baritone          | Italia               |
| 1996, Bordeaux         | 3rd Prize                                                                 | Carlos Moreno                                                                        | tenor             | Spania               |
| 1996, Bordeaux         | Zarzuela Prize                                                            | Nancy Herrera                                                                        | mezzo-soprano     | Spania               |
| 1996, Bordeaux         | Zarzuela Prize                                                            | Oziel Garza-Ornelas                                                                  | baritone          | Mexic                |
| 1995, Madrid           | 1st Prize                                                                 | Miguel Angel Zapater                                                                 | bass              | Spania               |
| 1995, Madrid           | 1st Prize                                                                 | Sung Eun Kim                                                                         | soprano           | Coreea de Sud        |
| 1995, Madrid           | 2nd Prize                                                                 | Elizabeth Futral                                                                     | soprano           | SUA                  |
| 1995, Madrid           | 2nd Prize & Audience Prize                                                | Dimitra Theodossiou                                                                  | soprano           | Grecia               |
| 1995, Madrid           | 3rd Prize                                                                 | Carmen Oprișanu                                                                      | mezzo-soprano     | România              |
| 1995, Madrid           | Zarzuela Prize                                                            | Ana María Martínez                                                                   | soprano           | Puerto Rico          |
| 1995, Madrid           | Zarzuela Prize                                                            | Rafael Rojas                                                                         | tenor             | Mexic                |
| 1994, Mexico City      | Winner & Audience Prize                                                   | José Cura                                                                            | tenor             | Argentina            |
| 1994, Mexico City      | Winner                                                                    | Brian Asawa                                                                          | countertenor      | SUA                  |
| 1994, Mexico City      | Winner                                                                    | Bruce Fowler                                                                         | tenor             | SUA                  |
| 1994, Mexico City      | Winner                                                                    | Simone Alberghini                                                                    | bass              | Italia               |
| 1994, Mexico City      | Winner                                                                    | Maria Cecilia Diaz                                                                   | mezzo-soprano     | Argentina            |
| 1994, Mexico City      | Winner                                                                    | Masako Teshima                                                                       | mezzo-soprano     | Japonia              |
| 1994, Mexico City      | Winner                                                                    | Oxana Arkaeva                                                                        | soprano           | Ucraina              |
| 1993, Paris            | Winner & Audience Prize                                                   | Ainhoa Arteta                                                                        | soprano           | Spania               |
| 1993, Paris            | Winner                                                                    | Inva Mula                                                                            | soprano           | Albania              |
| 1993, Paris            | Winner                                                                    | Nina Stemme                                                                          | mezzo-soprano     | Suedia               |
| 1993, Paris            | Winner                                                                    | Kwangchul Youn                                                                       | bass              | Coreea de Sud        |